# Čađavica
 Čađavica  è un comune della Croazia di 2 394 abitanti della regione di Virovitica e della Podravina.